# Новогръцко просвещение
Новогръцкото просвещение (на гръцки: Νεοελληνικός Διαφωτισμός) е идеологическо, литературно, лингвистично и философско течение, което представя и адаптира идеите и ценностите на европейското Просвещение в гръцката общност на Османската империя. Началото му обикновено се отнася към 1770 година, по-рядко към 1750 година, а краят се свързва с Гръцкото въстание от 1821 година. По това време гърците са разпръснати из империята, като мнозина живеят в Мала Азия, на Йонийските острови, във Венеция и други части на днешна Италия.

## Характерни черти

### Светско съдържание
Навлизането на идеите на Просвещението е свързано с бурното развитие на книгопечатането и увеличаването на книгите със светско съдържание. Тъй като дълги години монопол над книгопечатането има източноправославната църква, първите светски издания се печатат с помощта на спомоществователи, с предварително обявление за набиране на средства. Променят се нагласите в мисленето: то се еманципира от монопола на църквата, утвърждава се светското начало и умственият хоризонт на хората се разширява. Променя се и отношението към Европа и неправославния свят: смятаната от църквата за еретична и схизматична Европа започва да се възприема като „просветена Европа“ и пример за подражание. Множество млади гърци отиват да учат на Запад въпреки негативното отношение на църковните среди, според които там се преподава атеизъм, от който „те се заразяват“ и го разпространяват. По същите причини църквата не насърчава ученето на чужди езици, математика и физика. Особено остра съпротива среща изучаването на хелиоцентричната теория, обявена за безбожна. Цариградската патриаршия съставя списък на забранени книги и въвежда строга цензура върху разпространяваните издания в Османската империя. Съставени са специални трудове срещу атеизма на Волтер, а след избухването на Френската революция враждебността срещу идеите на френското Просвещение нараства още повече.

### Въпросът за книжовния език
Един от най-важните въпроси на гръцкото просвещение става въпросът за езика. Възникват три течения: за запазване на старогръцкия език, за използване на простонародния димотики и за компромис, т.е. приемане на говоримия език като основа, но при използване на някои стари гръцки думи и създаване на нови от старогръцки корени. Чрез източноправославната църква в гръцкото общество се запазва до голяма степен византийският, който е еволюирал старогръцки език. В лексикално и граматично отношение обаче той е далече от живата говорима реч. Дейците на Просвещението пледират за употреба на достъпен книжовен език, премахване на монопола на църквата върху духовните изяви и навлизане на светското начало. От езика зависи дали образованието и книжнината ще останат монопол на висшите кръгове (фанариотите) или ще станат достъпни за широките народни слоеве. Налага се компромисът, чийто най-силен застъпник е Адамандиос Кораис с многобройните си последователи.

### Центрове на духовен живот
Съпротивата на църковните среди става причина центровете на духовен живот да се развият извън Цариград. Голямо значение добиват училищата в Янина, Атина, на Крит и Корфу, в Яш и Букурещ в Дунавските княжества, в Кидоня и Смирна в Мала Азия. Преподаването в тях скъсва със схоластиката и утвърждава научните знания. Прилагат се съвременни педагогически методи, основани на ново отношение към детето, според което формирането му зависи изцяло от педагога. У дейците на гръцкото Просвещение има ново схващане за смисъла на живота и убеждение, че човекът има право на земно щастие и свобода на личността и съвестта. Божественото начало и „отвъдният“ живот са изместени от антропоцентризма, върху който се изгражда и нова етика, придава се значимост на индивида и човешката личност в противовес на традиционното корпоративно съзнание, свързано със смиреност, анонимност и пасивност.
Първият гръцки вестник „Ефимерис“ (1790 – 1797) и първите гръцки списания „Мъдрият Хермес“ на старогръцки: Ἑρμῆς ὁ Λόγιος (1811 – 1821) и „Гръцки телеграф“ (1812 – 1829) се печатат във Виена. Около „Мъдрият Хермес“ се събират представители на гръцката интелигенция, които използват списанието за пропагандиране на идеите на Просвещението. Друг европейски център на духовно развитие на гърците е Париж, където живее Адамандиос Кораис, най-яркият представител на новогръцкото просвещение

## Представители
Сред важните дейци на гръцкото Просвещение са:
- Методий Антракитис (1660 – 1736) – викарий в църквата „Свети Георги“ във Венеция и коректор на текстове първоначално в издателството на Glykids от Янина. Директор на училища в Костур и Янина. Отпечатва обемист текст по математика благодарение на спомоществователи.[4]
- Евгениос Вулгарис (1716 – 1806) – почитател на Волтер и негов най-ревностен поддръжник. Написал е много научни, философски и богословски трудове.
- Никифорос Теотокис (1731 – 1800) – следва в Болоня, преподавател по физика. Огхечатва в Лайпциг трудове по физика, география, математика и богословие. Заминава да Русия, където заема висши постове в църковната йерархия. След Френската революция заема враждебни позиции и пише срещу Волтер.[4]
- Димитриос Катардзис (1730 – 1800) – прогресивна личност, повлияна от френското Просвещение. Неговите философски концепции са изложени в есето му "Gnothi sauton".
- Адамандиос Кораис (1748 – 1833) – е сред водещите филолози в Европа. Чрез катаревуса – „прочистения“ гръцки, Кораис, може би най-ярката фигура на гръцкото Просвещение, се опитва да намери среден път в разгорещения езиков въпрос в Гърция дали да се използва старогръцки или новогръцки език (димотики).
- Ригас Велестинлис (1757 – 1798) – роден във Велестино, Тесалия, през 1757 г. Учи в Гърция и в чужбина, където започва политическа дейност. Творбите на Ригас имат политическо, идеологическо и революционно съдържание и той е повлиян от духа на Френската революция. Според него с развитието на образованието ще дойде възраждането на нациите. Неговата визия е освобождението на народите на Балканите независимо от религиозната и етническата им принадлежност.